# 호건즈 앨리 (비디오 게임)
〈호건즈 앨리〉(영어: Hogan's Alley, 일본어: ホーガンズアレイ)는 닌텐도에서 제작, 1984년 6월 12일에 출시한 라이트 건 슈팅 게임이다. 1984년에 패밀리 컴퓨터로 처음 출시되었으며, 이듬해인 1985년에 닌텐도 VS. 시스템 기반의 아케이드 게임으로 출시되었다.

## 진행
플레이어는 라이트 건을 이용해, 총을 든 강도(Gang)가 그려진 표적을 맞춰야 한다. 지정된 순간에 강도 표적을 맞추지 못하거나, 민간인 또는 경찰이 그려진 표적을 맞추게 되면 미스(Miss)가 누적(아케이드판은 잔기가 감소)되며, 미스가 10회 이상 누적(아케이드판은 잔기가 소진)되면 게임이 끝난다.